# Roswell, New Mexico
Roswell este un oraș cu 45.293 de locuitori (conform Census 2000), care se întinde pe o suprafață de 75 km². Localitatea este situată la altitudinea de 1.089 m, în comitatul Chaves, fiind al cincilea oraș ca mărime din statul  New Mexico, Statele Unite ale Americii.

## Istoric
La circa 24 de km sud-vest de orașul de azi, în anul 1865, o așezare a fost întemeiată de pionerii din Missouri, care a trebuit să fie abandonată din cauza lipsei de apă . Un om de afaceri din Omaha, Nebraska, Van C. Smith, împreună cu partenerul său Aaron Wilburn, au început, în anul 1869, construirea a două case cu pereți din lut. Ele au servit ca oficiu poștal, loc de dormit pentru călători și prăvălie de produse mixte. În anii 1930 lucrează aici cecrcetătorul american Robert Goddard, care a fost unul din pionierii în construirea rachetelor. 
După spusele localnicilor, în apropiere de Roswell, în anul 1947, s-ar fi prăbușit un UFO. Ca amintire a acestui eveniment, aici a avut loc la data de 8 iulie 2007, Amazing Roswell UFO-Festival.

## Demografie
| Anul | Nr. locuitori |
| ---- | ------------- |
| 1980 | 39.676        |
| 1990 | 44.654        |
| 2000 | 45.293        |
| 2010 | 48.366        |

## Personalități marcante
- Raymond Crawford (1915 - 1996), pilot de formula 1
- John Denver (1943 - 1997), cântăreț de muzică country și folk
- Demi Moore (* 1962), actriță